# Aliens vs. Predator 2
Aliens vs. Predator 2 (Aliens vs. Predator: Requiem) è un film del 2007 diretto da Greg e Colin Strause.
La pellicola è il sequel di Alien vs. Predator (2004), secondo capitolo del franchise di Alien vs. Predator, crossover tra i franchise di Alien e di Predator.

## Trama
Dal cadavere del Predator Scar, infetto alla fine del primo film, fuoriesce un Predalien, Xenomorfo nato da uno Yautja e quindi molto più forte di uno Xenomorfo nato da un umano. Questi inizia ad attaccare ed uccidere i Predator - Yautja nell'astronave e durante la battaglia uno Yautja distrugge accidentalmente lo scafo facendo precipitare la loro astronave sulla Terra, nella foresta di Gunnison in Colorado. Quasi tutti gli Yautja muoiono; quello che ha distrutto lo scafo tenta di attivare il dispositivo di autodistruzione sul suo braccio per distruggere tutto, ma viene fermato e ucciso dal Predalien. Del tutto ignara di ciò che sta per accadere, la città continua la sua semplice vita. Contemporaneamente Dallas Howard, uscito di prigione, torna nella sua città e ritrova i suoi amici. Kelly O'Brien torna dalla sua famiglia dopo aver servito nell'esercito. Intanto molti Stringifaccia, che si trovavano nell'astronave Predator e vengono liberati con l'impatto, iniziano a uscire dalle fogne e infettare la gente della cittadina, a cominciare da un cacciatore e da suo figlio.
Nel frattempo il segnale d'allarme lanciato dalla nave dei Predator raggiunge un pianeta lontano contattando Wolf Predator, un cacciatore veterano, il quale si dirige sulla Terra per eliminare ogni traccia dei parassiti. Intanto la polizia indaga su vari eventi che accadono a Gunnison: sempre più persone spariscono, alcuni vengono ritrovati morti, tra cui un poliziotto scuoiato e appeso a testa in giù su un albero (ucciso da Wolf Predator, che aveva anche attivato il meccanismo di autodistruzione dell'astronave Yautja). Il Predator inizia a uccidere gli Xenomorfi, ma causa involontariamente la distruzione della centrale elettrica, lasciando la città completamente al buio.
Durante la notte si susseguono molti eventi, nei quali la gente di Gunnison si riduce da alcune migliaia a poche centinaia: infatti  il cacciatore alieno aveva trovato il nido dei suoi avversari nelle fogne, ma essi erano fuggiti ed avevano fatto irruzione nelle strade attraverso il terreno, facendo strage di umani, tra cui il marito di Kelly e i compagni di Ricky, fratello di Dallas: la città viene fatta evacuare, ma la maggior parte dei cittadini viene massacrata dagli Xenomorfi e nulla conta la squadra della guardia nazionale che interviene sul luogo della battaglia. Gli umani e il Predator si trovano inconsapevolmente a combattere insieme gli Xenomorfi con una resistenza accanita e disperata (anche se Wolf Predator si trova costretto ad uccidere in alcune occasioni qualche umano). Tuttavia nessuno riesce ad arginare la loro diffusione, soprattutto a causa del Predalien, il quale è capace di infettare una singola persona con più parassiti, fra le quali le donne incinte dell'ospedale, i cui feti non ancora nati vengono barbaramente uccisi dai bellybuster. Il colonnello Stevens, conscio di ciò che sta succedendo, prepara a malincuore un lancio missilistico sulla cittadina per impedire che la lotta fra le due razze aliene dilaghi altrove.
Un gruppetto di persone, tra cui Dallas e Kelly, tenta intanto di sopravvivere alle due letali specie in lotta. Mentre la maggior parte delle persone tiene testa agli Xenomorfi rinchiudendosi in una fortificazione di veicoli, Dallas, Ricky, Kelly e sua figlia Molly fuggono con un elicottero trovato sul tetto dell'ospedale. Proprio lì avviene la battaglia finale tra Predator e Predalien, nella quale lo Yautja ad un certo punto si toglie l'elmo e abbandona le armi in segno di rispetto verso il suo degno avversario e inizia ad affrontarlo corpo a corpo, ma proprio mentre si feriscono mortalmente a vicenda, il missile viene lanciato e distrugge l'intera città, eliminando alieni e umani.
Il gruppetto di Kelly riesce ad allontanarsi ma l'onda d'urto fa precipitare l'elicottero. Tutti e quattro ne escono comunque indenni e vengono recuperati dai militari. Nella scena finale si vede il colonnello Stevens che è entrato in possesso di uno dei due cannoni Plasma Caster del Predator e lo mostra ad una donna in penombra, la signora Yutani. Ella è colei che di lì a poco co-fonderà la Weyland-Yutani.

## Produzione
La lavorazione è iniziata il 25 settembre 2006 a Vancouver cambiandone anche il nome diverse volte.
Durante le riprese è stato necessario realizzare nuovamente tutti i suoni emessi dai Predator, in quanto i campioni di suono originali erano stati perduti o si erano irrimediabilmente danneggiati.
Si era pensato inizialmente di realizzare la pellicola in 3D, ma il costo troppo alto ha fatto desistere dall'attuare questa idea.

## Distribuzione
Il film è uscito negli Stati Uniti il 25 dicembre 2007, in Germania e Australia il 26 dicembre 2007, nel resto dell'UE il 25 gennaio 2008.
In Italia la visione del film è stata vietata ai minori di 18 anni, mentre negli Stati Uniti solamente ai minori di 17 anni non accompagnati. Erano stati chiesti dei tagli, ma la 20th Century Fox ha rifiutato, perciò è scattato il divieto.

## Accoglienza

### Incassi
Costato circa 40 milioni di dollari, Aliens vs Predator 2 ne ha incassati 128 (molto meno rispetto al suo predecessore costatone invece 60) dimostrandosi comunque un successo al botteghino.

### Critica
Tuttavia ha ricevuto pesanti stroncature da parte della critica, registrando un 12% di gradimento su Rotten Tomatoes. Il film ha anche ricevuto durante l'edizione dei Razzie Awards 2007 due nomination come Peggior prequel o sequel e Peggior pretesto per un film horror.

## Riconoscimenti
- 2007 - MTV Movie Awards
  - Candidatura per il miglior combattimento
- 2007 - Razzie Awards
  - Candidatura per il peggior prequel o sequel
  - Candidatura per il peggior pretesto per un film horror